# Brug 1794

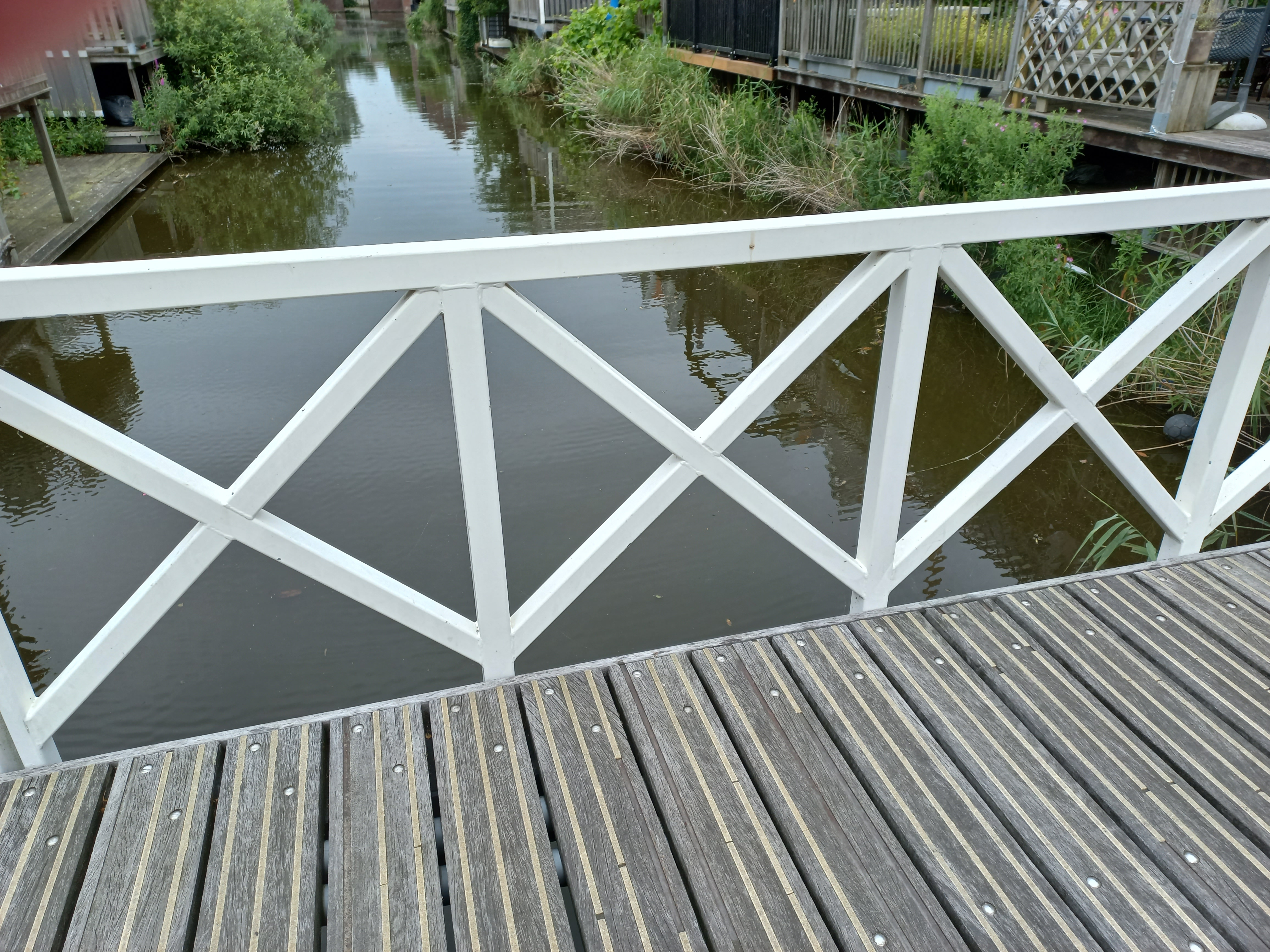
Vakwerk brug 1794 (juni 2024)

Brug 1795 is een bouwkundig kunstwerk in Amsterdam-Noord.
Dit gebied was eeuwenlang agrarisch gebied met weilanden en sloten. Vanuit het zuiden rukte de stad Amsterdam steeds verder op aangekondigd door de aanleg van de Noorderbegraafplaats en het Volkstuincomplex Buikslotermeer in de jaren dertig. De aanleg van de G.J. Scheurleerweg vanaf de IJdoornlaan naar de Rioolwaterzuiveringsinrichting Noord was de volgende stap, met een afronding van de voltooiing van de Rijksweg 10/Ringweg-Noord in 1990.
Door de komst van die ringweg konden gronden tussen de bestaande bebouwing en de zuidkant van die ringweg onttrokken worden aan agrarisch gebruik om vervolgens volgebouwd te worden. Een van de voorbeelden daarvan is de bebouwing van Jeugdland en Diopter aan de westkant van de G.J. Scheurleerweg. Al spoedig moest ook het volkstuincomplex aan de oostkant eraan geloven. Dat moest verhuizen om plaats te maken voor een nieuwe woonwijk. De naam van de wijk werd Elzenhagen-Noord.
Voor de inrichting van de wijk was een nieuwe indeling nodig voor de waterhuishouding; de Elzenhagensingel. Deze singel werd aangesloten op de ringsloot rond Jeugdland. Over de uitloper van de singel werd deze voetbrug gebouwd. Het werd een grotendeels metalen brug met houten planken en balustrades die doen denken aan vakwerk binnen een frame. Dit thema in de brug komt in de andere bruggen over genoemde singel met overlopen steeds terug, maar ook in afscheidingen van de woningen. De overspanning wordt gedragen door een stel brugpijlers met jukken. Het (basis)ontwerp is afkomstig van Simon Sprietsma werkend voor de Dienst Ruimtelijke Ordening van Amsterdam, die studeerde aan de Technische Universiteit Delft en het Berlage Instituut. De brug werd na het ontwerp in 2006 al voor of in 2009 opgeleverd. De brug is circa 10 meter lang en 2 meter breed. De brug ligt tussen het H. Stolleplantsoen (vernoemd naar architect Hein Stolle) en de C. Kruyswijkstraat (Cornelis Kruyswijk) en zit ingeklemd tussen vier woningen uit de periode 2005-2015. De hele buurt kent overigens straten vernoemd naar architecten.
<<< · 1701 · 1702 · 1703 · 1704 · 1705 · 1706 · 1707 · 1708 · 1709 ·  1710 · 1711 · 1714 · 1715 · 1716 · 1717 · 1718 · 1719 · 1720 · 1721 · 1722 · 1723 · 1725 · 1726 · 1727 · 1728 · 1729 · 1730 · 1731 · 1732 · 1733 · 1734 · 1735 · 1736 · 1737 · 1738 · 1739 · 1741 · 1742 · 1743 · 1745 · 1746 · 1747 · 1748 · 1749 · 1750 · 1751 · 1752 · 1753 · 1754 · 1755 · 1756 · 1757 · 1764 · 1765 · 1766 · 1767 · 1768 · 1769 · 1770 · 1771 · 1772 · 1773 · 1774 · 1775 · 1776 · 1777 · 1778 · 1779 ·  1780 · 1781 · 1782 · 1783 · 1784 · 1785 · 1786 · 1787 · 1788 · 1791 · 1792 · 1793 · 1794 · 1795 · 1796 · 1797 · 1798 · 1799 · >>>
Brugnummers brug 1712, 1713, 1724, 1740, 1744, 1758, 1759, 1760, 1761, 1762, 1763, 1789, 1790 zijn niet (meer) vergeven.